# No Quarter: Jimmy Page and Robert Plant Unledded
No Quarter – album nagrany na żywo przez duet Jimmy Page i Robert Plant, muzyków angielskiego zespołu rockowego Led Zeppelin. Wydany został przez wytwórnię Atlantic Records w dniu 14 października 1994. Ten od dawna wyczekiwany owoc współpracy tych dwóch artystów pojawił się w formie projektu „UnLedded” nagranego dla stacji MTV w Maroku, Walii i Londynie. Nie był to jednak powrót Led Zeppelin, ponieważ nie był przy nim obecny basista i klawiszowiec zespołu John Paul Jones. Jones nie został nawet poinformowany, że członkowie jego byłego zespołu zamierzają razem nagrać płytę. Później stwierdził, że było mu przykro, że Plant i Page nadali swemu albumowi nazwę od utworu Led Zeppelin, który był w dużej mierze jego zasługą.
Poza utworami akustycznymi, na krążku pojawiają się też nowe aranżacje klasycznych utworów Led Zeppelin, oraz utwory o charakterze orientalnym: "City Don't Cry", "Yallah", "Wonderful One", oraz "Wah Wah".
Album zadebiutował na 4. miejscu na liście Pop Albums Billboardu.

## Lista utworów
Autorzy: Jimmy Page i Robert Plant (poza wskazanymi wyjątkami).

### Wersja oryginalna
Początkowo album został wydany w Stanach Zjednoczonych z następującymi utworami:
1. "Nobody's Fault but Mine" – 4:06
2. "Thank You" – 5:47
3. "No Quarter" (Jones/Page/Plant) – 3:45
4. "Friends" – 4:37
5. "Yallah" – 4:59
6. "City Don't Cry" – 6:08
7. "Since I've Been Loving You" (Jones/Page/Plant) – 7:29
8. "The Battle of Evermore" – 6:41
9. "Wonderful One" – 4:57
10. "That's the Way" – 5:35
11. "Gallows Pole" (utwór tradycyjny, aranżacja Page/Plant) – 4:09
12. "Four Sticks" – 4:52
13. "Kashmir" (Page/Plant/Bonham) – 12:27

- W wydaniach międzynarodowych utwór „Wah Wah” pojawił się przed „That’s the Way”.

### Reedycja z 2004
Dziesięć lat później pojawiła się reedycja albumu z nową okładką i następującą listą utworów:
1. "Nobody's Fault but Mine" – 4:06
2. "No Quarter" (Jones/Page/Plant) – 3:45
3. "Friends" – 4:37
4. "The Truth Explodes" (dawniej jako “Yallah”)  – 4:59
5. "The Rain Song" – 7:29
6. "City Don't Cry" – 6:08
7. "Since I've Been Loving You" (Jones/Page/Plant) – 7:29
8. "The Battle of Evermore" – 6:41
9. "Wonderful One" – 4:57
10. "Wah Wah" – 5:35
11. "Gallows Pole" (utwór tradycyjny, aranżacja Page/Plant) – 4:09
12. "Four Sticks" – 4:52
13. "Kashmir" (Page/Plant/Bonham) – 12:27

"Gallows Pole" i "Wonderful One" zostały również wydane jako single.

## Wydanie DVD
W dziesiątą rocznicę wydania oryginalnego albumu odbyły się koncerty, uwiecznione na wydaniu DVD.

### Lista utworów na wydaniu DVD
1. "No Quarter" (Jones/Page/Plant)
2. "Thank You"
3. "What Is And What Should Never Be"
4. "The Battle of Evermore"
5. "Gallows Pole" (utwór tradycyjny, aranżacja: Page/Plant)
6. "Nobody's Fault but Mine"
7. "City Don't Cry"
8. "The Truth Explodes" (dawniej jako "Yallah") (Page/Plant)
9. "Wah Wah"
10. "When the Levee Breaks"
11. "Wonderful One"
12. "Since I've Been Loving You" (Jones/Page/Plant)
13. "The Rain Song"
14. "That's the Way"
15. "Four Sticks"
16. "Friends"
17. "Kashmir" (Page/Plant/Bonham)

Materiały dodatkowe
- "Black Dog" (utwór wykonany z okazji przyznania nagród ABC American Music Awards)
- Relacja z Maroka
- Teledysk "Most High"
- Wywiad

## Skład
- Jimmy Page: gitary, mandolina, wokal
- Robert Plant: wokal
- Charlie Jones: gitara basowa, instrumenty perkusyjne
- Michael Lee: perkusja, instrumenty perkusyjne
- Ed Shearmur: keyboard, organy, fortepian
- Porl Thompson: gitary, banjo
- Nigel Eaton: lira korbowa
- Jim Sutherland: mandolina, bodhrán
- Waeil Abu Bakr: skrzypce – solista
- Abdel Salam Kheir: oud
- Ibrahim Abdel Khaliq: instrumenty perkusyjne
- Hossam Ramzy: instrumenty perkusyjne
- Farouk El Safi: daf, bendir
- Najma Akhtar: chórki
- Bashir Abdel Al Nay: instrumenty smyczkowe
- Amin Abdelazeem: instrumenty smyczkowe
- Ian Humphries: skrzypce
- David Juritz: skrzypce
- Elizabeth Layton: skrzypce
- Pauline Lowbury: skrzypce
- Rita Manning: skrzypce
- Mark Berrow: skrzypce
- Ed Coxon: skrzypce
- Harriet Davies: skrzypce
- Rosemary Furness: skrzypce
- Perry Montague-Mason: skrzypce
- David Ogden : skrzypce
- Janet Atkins: altówka
- Andrew Brown: altówka
- Rusen Gunes: altówka
- Bill Hawkes: altówka
- Caroline Dale: wiolonczela
- Ben Chappell: wiolonczela
- Cathy Giles: wiolonczela
- Stephen Milne: wiolonczela
- Sandy Lawson: didgeridoo
- Storme Watson: didgeridoo

## Produkcja
- Jimmy Page: produkcja
- Robert Plant: produkcja
- Mike Gregovich: inżynieria dźwięku
- Martin Meissonnier: wstępna produkcja
- Andy Earl: Zdjęcia
- Cally: projekt
- Kevin Shirley: ponowne miksowanie dźwięku w systemach Stereo i Surround Sound dla edycji z 2004

## Informacje dodatkowe
Nagrania zostały zarejestrowane w następujących miastach: Marrakesz (Maroko); Bron-Yr-Aur (Walia); Londyn (Anglia).